# Zwerg-Kugelspinne

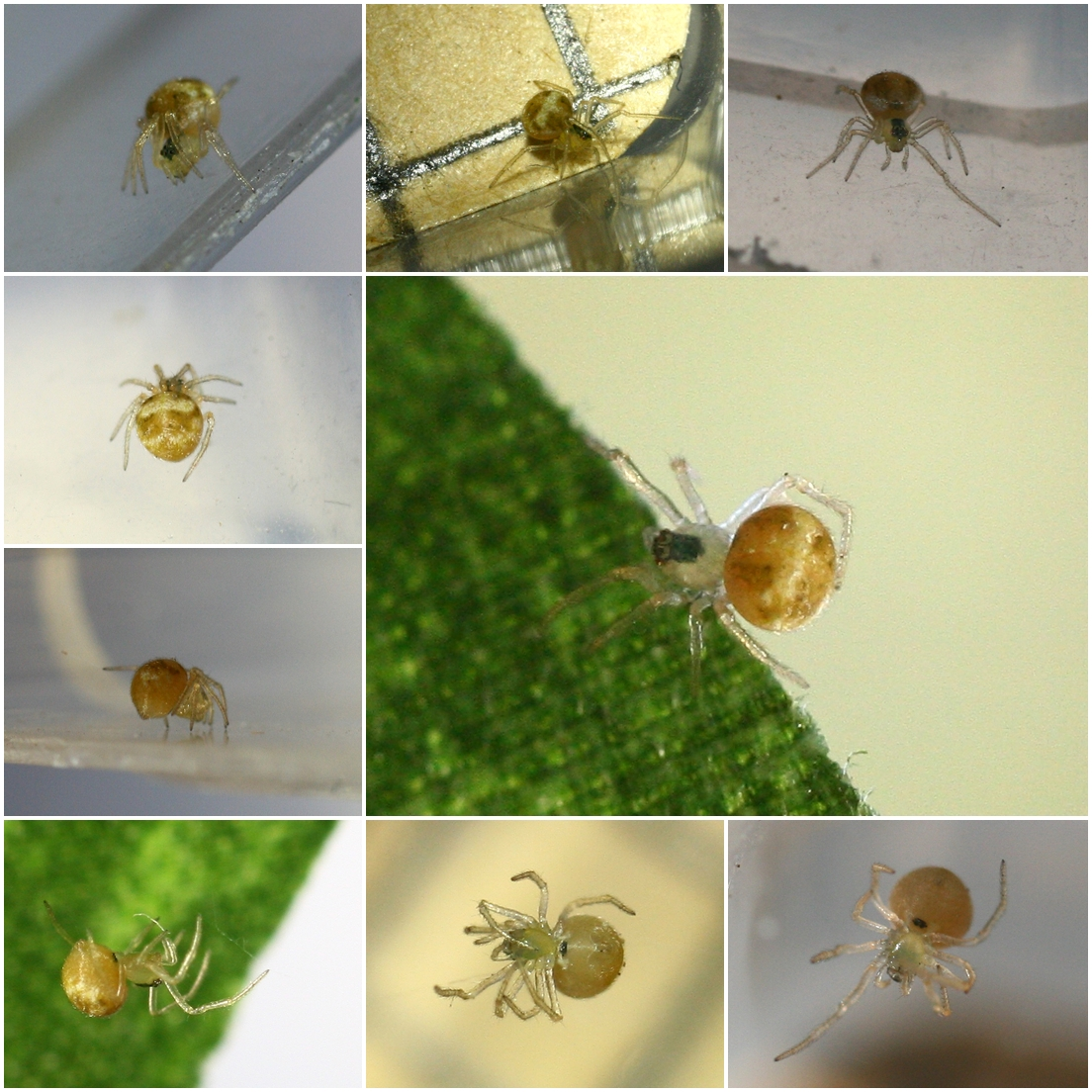
Zwerg-Kugelspinne aus mehreren Perspektiven

Die Zwerg-Kugelspinne (Paidiscura pallens), auch Blasse Kugelspinne oder Perlkugelspinne genannt, ist eine Webspinne aus der Familie der Kugelspinnen (Theridiidae).

## Merkmale
Die Zwerg-Kugelspinne erreicht eine Körperlänge von 1,6 bis 1,7 Millimetern und ist damit eine der kleinsten Spinnen Europas. Sie ist jedoch trotz ihrer geringen Größe kaum mit einer anderen Art zu verwechseln. Der Hinterleib ist ausgesprochen kugelig und hellgelb gefärbt. Manche Exemplare erscheinen durch diese Fleckung insgesamt recht dunkel, insbesondere viele Männchen erscheinen dagegen fast einfarbig gelblich.

## Vorkommen
Die Zwerg-Kugelspinne ist besonders an Waldrändern unter Eichenblättern verbreitet, sie kommt aber auch in Fichtenwäldern vor.

## Lebensweise
Die Zwerg-Kugelspinne, welche man leicht mit einer Jungspinne verwechseln könnte, baut ihr unregelmäßiges, weitmaschiges Netz vorzugsweise an der Unterseite von Eichenblättern. Die Beute, die darin gefangen wird, ist meist deutlich größer als die Spinne selbst. Ab Ende Juni kann man in den Netzen der Weibchen die charakteristischen, schneeweißen Eikokons entdecken, diese sind mit 2 Millimetern Durchmesser deutlich größer als die Spinne selbst. Der Kokon läuft in mehrere Spitzen und einen langen Zipfel aus, der länger als der restliche Kokon sein kann. Durch diese markante Struktur ist er leicht von Kokons anderer Arten zu unterscheiden.